# Von-Guerard-Gletscher
Der Von-Guerard-Gletscher ist ein Gletscher zwischen dem Crescent-Gletscher und dem Aiken-Gletscher am Nordhang der Kukri Hills im ostantarktischen Viktorialand.
Das Advisory Committee on Antarctic Names benannte ihn 1997 in Anlehnung an die Benennung des Von Guerard Creek, dessen Quellgebiet der Gletscher darstellt, nach dem US-amerikanischen Hydrologen Paul B. von Guerard, der für den United States Geological Survey zwischen 1987 und 1991 an Feldforschungen zum Flusssystem des Fryxellsees beteiligt war.